# Anna Archibald
Anna Archibald (ur. 14 września 1959 w Christchurch) – nowozelandzka narciarka alpejska, olimpijka.
Na zimowych igrzyskach olimpijskich w Lake Placid wystartowała w zjeździe i slalomie gigancie zajmując odpowiednio 26. i 32. lokatę.